# Appletons' Cyclopædia of American Biography
L’Appletons' Cyclopædia of American Biography est une collection biographique, en six volumes, de plus de 20 000 personnages marquants de l'histoire du Nouveau Monde. Sa première édition a été publiée entre 1887 et 1889 par D. Appleton & Company de New York. Les éditeurs principaux en sont James Grant Wilson et John Fiske, l'éditeur en chef de 1886 à 1888 est Rossiter Johnson,. Un septième volume, comprenant un appendice, des compléments et des index thématiques sur l'ensemble de l'ouvrage a été publié en 1901. L’Appletons' Cyclopædia est connue pour avoir publié environ 200 biographies de personnes fictives.
Le premier à avoir découvert cette supercherie est le botaniste et biographe John Hendley Barnhart, en 1919.